# Zhirayr Shaghoyan
Zhirayr Shaghoyan (Arinj, 10 de abril de 2001) es un futbolista armenio que juega en la demarcación de extremo para el F. C. Ararat-Armenia de la Liga Premier de Armenia.

## Selección nacional
Tras jugar con las categorías inferiores de la selección, finalmente debutó con la selección de fútbol de Armenia el 28 de marzo de 2021. Lo hizo en un partido de clasificación para la Copa Mundial de Fútbol de 2022 contra Islandia que finalizó con un resultado de 2-0 a favor del combinado armenio tras los goles de Tigran Barseghyan y Khoren Bayramyan.

## Clubes
| Club                    | País     | Año       | Partidos | Goles |
| ----------------------- | -------- | --------- | -------- | ----- |
| F. C. Ararat-Armenia    | Armenia  | 2017-2019 | 43       | 4     |
| BKMA Ereván (cedido)    | Armenia  | 2019-2021 | 52       | 50    |
| F. C. Ararat-Armenia    | Armenia  | 2021      | 2        | 0     |
| BKMA Ereván (cedido)    | Armenia  | 2021-2022 | 6        | 5     |
| PFC CSKA Sofía (cedido) | Bulgaria | 2022-2024 | 26       | 0     |
| F. C. Ararat-Armenia    | Armenia  | 2024      | 16       | 4     |
| Debreceni VSC (cedido)  | Hungría  | 2024-2025 | 11       | 0     |
| F. C. Ararat-Armenia    | Armenia  | 2025-     | 20       | 5     |

## Palmarés

### Títulos nacionales
| Título                  | Club                 | País    | Año  |
| ----------------------- | -------------------- | ------- | ---- |
| Liga Premier de Armenia | F. C. Ararat-Armenia | Armenia | 2019 |
| Copa de Armenia         | F. C. Ararat-Armenia | Armenia | 2024 |
| Supercopa de Armenia    | F. C. Ararat-Armenia | Armenia | 2024 |